# 顽军
顽军，本意為「頑固橫行的軍隊」。後是專指「国民党顽固而未開化的軍隊」，这一说法，是中国共产党在抗日战争期间使用的词汇，指的是抗日战争期间“尚未接受馬列主義精神感召”、与中共有冲突，但也未被日軍收買的中國國民革命軍（简称國軍，今中華民國國軍的前身）。中国共产党有时将其与伪军并用合称「伪顽」，并将袭击顽军与袭击伪军同视为抗日战果。

## 指代
中国共产党所指的顽军往往是抗日战争期间阻碍共产党势力发展的中华民国政府领导下的国民革命军，其中一部分是参加对日作战的。以蔣中正嫡系中央軍為主，往往称其为“顽军”或者“顽固派”，有“顽固反共”之意，實際上可能僅是難以被中共策反的軍隊。
毛泽东说:「有很多的顽固分子，他们是顽固专门学校毕业的。他们今天顽固，明天顽固，后天还是顽固。什么叫顽固？固者硬也，顽者，今天、明天、后天都不进步之谓也。这样的人，就叫做顽固分子。要使这样的顽固分子听我们的话，不是一件容易的事情。”
劉少奇說：「磨擦是抗日民族統一戰線時期階級鬥爭的藝術。」

## 举例
抗日战争期间和日军受降期间，中国共产党多次使用顽军说法，有时将其与伪军相并列。打击“顽军”较为著名的中共将领有彭雪枫等。
- 晋西事变：1939年11月28日抗日戰爭期間，國民政府冬季攻勢初期所發生的八路军與阎锡山的國共摩擦事件。這起事件破壞了國軍第二戰區在晉南三角地帶對日軍的攻勢計劃[3]。中共指控閻錫山「背信棄義、發動內戰與日軍聯合夾擊共軍」。國民政府與閻錫山則認為中共違抗命令、策動叛變、兼併國軍[4][5][6]。
- 黄桥战役1940年10月4日，新四軍陳毅、粟裕遵照中國共產黨中央毛澤東的指示，以不到1000人的代價取得黄桥战役的勝利。國軍在此戰中共損失1萬1千餘人，3800人被俘虜。此後，新四軍与南下支援的八路军第5纵队会师，佔領了海安、東台等四個縣，並繳獲大量裝備[7][8]。11月17日，在江苏海安成立华中新四军八路军总指挥部（23日迁盐城），叶挺任总指挥，陈毅任副总指挥并代理总指挥，中共中央中原局书记胡服（刘少奇）任政治委员，统一指挥陇海路以南、长江以北的新四军和八路军部队。留在苏南的新四军第2支队领导机关，组建了新的江南指挥部[9][10][11]。
- 上党战役：1945年8月，山西省主席阎锡山部队史泽波部在上党地区收編投降日军，中共视其为心腹大患，故共產黨8月26日发出电报称“收复上党全区，采取一切有效手段彻底消灭伪顽，逼敌投降共產黨”。[12]
- 平汉战役：1945年10月，胡宗南部队国军34集团军沿平汉线北上接受日军投降，中共军队决定将其全歼，中共中央电报“必须阻止胡宗南，孙连仲北进”“对顽阻击侧击扭击”“寻求机动歼灭顽伪每路一师或数师”。[13]
- 山东解放区：中共记载，“1945年上半年，山东八路军在继续展开对敌作战攻势的同时，对顽固坚持反共立场并勾结敌伪，阴谋发动内战的国民党顽固派进行讨伐作战，将张景月、赵保原、张里元、王豫民等顽军主力打垮，歼灭顽军近4万人，扩大了解放军。到抗日战争结束时，全省除了几个城市、县城和铁路沿线少数地方外，其它地区全部被八路军解放”。[14]

### 引用
1. ↑  《新民主主义的宪政》《毛泽东选集》第二卷
2. ↑  林玲玲，中華軍史學會會刊，創刊號，抗戰勝利五十週年紀念，戰時國共間的軍事磨擦與商談，第146頁
3. ↑  何應欽，日軍侵華八年抗戰史，黎明文化，1982年9月版，第419頁
4. ↑  王健民．中國共產黨史．第三編(延安時期)．漢京文化．第195-196頁
5. ↑  虞奇，抗日戰爭簡史，下冊，黎明文化，1985年7月4日版，第353-376頁
6. ↑  轉引自1944年8月16日．新華社．延安記者電．韓鈞(新軍二縱隊)
7. ↑  革命先烈浩气长存 探访新四军黄桥战役纪念馆 （页面存档备份，存于）云南网
8. ↑  栗裕.黄桥战役总结 （页面存档备份，存于）1940年10月.《栗裕军事文集》
9. ↑  陳賦斌.黃橋戰役中的三道“數學題” （页面存档备份，存于）解放軍報
10. ↑  .   [2009-05-06]. （原始内容存档于2018-03-15）.
11. ↑  邓子恢《新四军的发展壮大与两条路线的斗争》，《星火燎原》第六卷第三九四页，北京人民文学出版社一九六一年十二月出版
12. ↑  中共中央文件选集，第15册，第250页
13. ↑  军委关于阻止国民党军北进掩护我向东北进军给刘伯承邓小平等的指示，1945年10月6日
14. ↑  曹东亚 抗日战争时期山东的国共关系 《山东党史》1995年第5期